# Fischer Ferenc (építész)
Fischer Ferenc (Komárom, 1871. július 29. – Budapest, 1921. május 30.) magyar építész.

## Élete
1895-ben szerzett építész oklevelet a Budapesti Műszaki Egyetemen. Kezdetben Korb Flóris és Giergl Kálmán mellett dolgozott, később önállósította magát. Jó barátságot ápolt Zsolnay Vilmossal. Stílusára – főleg korai munkáinál – Lechner Ödön hatott. Budapesten villák, vidéken középületek és bérházak tervezése, gyakran kivitelezése köthető a nevéhez. Fiatalon, alig 49 éves korában hunyt el 1921-ben Budapesten.

## Ismert épületei
- 1893: Havas-bérház, Budapest, Dohány utca 68. / Kertész utca 2.[3]
- 1895: Izraelita Jótékony Egylet szegénymenháza, Komárom (közelebbi megjelölés nélkül)[1]
- 1897: Unger Mór műteremháza, Budapest, Szabó József u. 23.[1][4][5]
- 1898: bérház, Szombathely (közelebbi megjelölés nélkül)[6][7]
- 1902: vidéki takarékpénztár, Komárom[1]
- 1905: Kästenbaum–Korsky-ház, Eszék[8]
- 1909: Fischer-villa, Budapest, Keleti Károly u. 33. (berendezését is maga tervezte)[1][9]
- 1909: Fischer-bérház, Budapest, Keleti Károly u. 33. (a villával egy telken)[1][10]
- ?: Spitzer-ház római katolikus polgári leányiskolával, Siklós[1]
- ?: Spitzer-sírbolt, Siklós, Izraelita temető[1]

### Kivitelező
- 1908: Újpesti Járásbíróság és Fogház, Budapest, Tavasz u. 21.[11] (tervezte: Jablonszky Ferenc)[12]

Vezette a Keleti Károly utcai lakóháza melletti – Komor Marcell és Jakab Dezső által tervezett – villa kivitelezését is.

### Tervben maradt épületek
- 1896: belvárosi bérház, Szombathely (I. díj)[1]
- 1897: Komáromi Kórház, Komárom[1]
- 1900: szálloda, Siklós (I. díj)[1]
- 1900 k.: görögkeleti dóm, Nagyszeben[1][13][14]
- ?: bérház, Budapest, Petőfi u. 9.[13]
- ?: nyaraló, Budapest (közelebbi megjelölés nélkül)[13]